# سانتو ورساچه
سانتو ورساچه (انگلیسی: Santo Versace؛ زادهٔ ۱۶ دسامبر ۱۹۴۴) کارآفرین، و سیاست‌مدار اهل ایتالیا و برادر جیانی ورساچه طراح لباس ایتالیایی است. وی مدیر عامل شرکت پوشاک و خانه مد ایتالیایی ورساچه یا ورساچی (به ایتالیایی: Versace) است.